# Saison 1 de Star Trek: Voyager
Chronologie
Saison 7 de 
Star Trek: Deep Space Nine Saison 2
Cet article présente la première saison de la série télévisée Star Trek: Voyager.

## Synopsis
En 2371, un vaisseau de Starfleet, de la Fédération, l’USS Voyager, dont le capitaine est Kathryn Janeway, est à la poursuite d’un vaisseau d’un groupe rebelle contre la Fédération, le Maquis. Déplacés par un être très puissant, le Pourvoyeur, dans le Quadrant Delta, à des dizaines de milliers d’années-lumière de la Terre, les survivants des deux équipages doivent s’unir pour regagner leur région d’origine. La première saison introduit les principaux personnages de races variées qui forment l’équipage du vaisseau USS Voyager (y compris un médecin hologramme), leurs conflits, en particulier à cause de l’intégration difficile des Maquisards rétifs aux règles de la Fédération, et leurs nouveaux ennemis dans ce Quadrant inexploré jusqu’alors. Les officiers reçoivent l’aide de Neelix, un marchand talaxien plein de bonne humeur et d’informations sur le quadrant, et sa compagne Kes, une Ocampa ; ils affrontent les Kazons, une race locale agressive organisée en groupes rivaux, et les Vidiiens (en) qui, atteints d’une maladie terrible, volent des morceaux d’organes à tous les peuples qu’ils croisent afin de réparer leurs propres organismes.

## Distribution
- Kate Mulgrew : Kathryn Janeway
- Robert Beltran : Chakotay
- Roxann Dawson : B'Elanna Torres
- Jennifer Lien : Kes
- Robert Duncan McNeill : Tom Paris
- Ethan Phillips : Neelix
- Robert Picardo : le Docteur
- Tim Russ : Tuvok
- Garrett Wang : Harry Kim
- Majel Barrett : la voix de l'ordinateur

## Liste des épisodes

### Épisodes 1 et 2:Le Pourvoyeur, première et deuxième partie
- États-Unis : 16 janvier 1995
- Allemagne : 21 juin 1996
- France : 11 décembre 1998

- Basil Langton (en) (le Pourvoyeur)
- Gavan O'Herlihy (Jabin)
- Angela Paton (Tante Adah)
- Armin Shimerman (Quark)
- Alicia Coppola (le lieutenant Stadi)
- Bruce French (le docteur Ocampa)
- Jennifer Parsons (de) (une infirmière Ocampa)
- David Selburg (Toscat)
- Jeff McCarthy (le docteur humain)
- Stan Ivar (Mark Johnson)
- Scott MacDonald (Rollins)
- Josh Clark (Joseph Carey)
- Richard Poe (Gul Evek)
- Keely Sims (la fille du fermier)
- Eric David Johnson (Daggin)

### Épisode 3:Parallax
- Titre original : Parallax
- Numéro(s) : 3 (1–3) / Prod° : 103
- Scénariste(s) : Jim Trombetta
- Réalisateur(s) : Kim Friedman
- Diffusion(s) : 
  -  États-Unis : 23 janvier 1995
  -  France : 11 décembre 1998
- Date stellaire : 48439.7
- Invité(es)
- Résumé : Le Voyager est retenu prisonnier par une force quantique.

### Épisode 4:Encore et Encore
- Titre original : Time and Again
- Numéro(s) : 4 (1–4) / Prod° : 104
- Scénariste(s) :
- Réalisateur(s) :
- Diffusion(s) : 
  -  États-Unis : 30 janvier 1995
  -  France :
- Date stellaire :
- Invité(es)
- Résumé : Le Voyager arrive sur une planète ou toute forme de vie a été détruite par une décharge d'énergie polarique. De nombreuses fractures temporelles se forment sur la planète et le capitaine Janeway et le lieutenant Paris tombent dans l'une d'elles et retournent d'un jour dans le passé avant l'explosion.

### Épisode 5:Phage
- Titre original : Phage
- Numéro(s) : 5 (1–5) / Prod° :
- Scénariste(s) :
- Réalisateur(s) :
- Diffusion(s) : 
  -  États-Unis : 6 février 1995
  -  France :
- Date stellaire : 48532.4
- Invité(es)
- Résumé : Pendant l'exploration d'un planétoïde en quête de dillithium, Neelix est attaqué par un inconnu qui lui vole ses poumons. Le docteur Hologramme s'interroge sur ses capacités et ses buts à bord du vaisseau, bien qu'il ait trouvé une solution temporaire pour garder Neelix en vie. Le Voyager part à la poursuite d'un vaisseau étranger pour récupérer les organes dérobés. L’épisode introduit la race des Vidiiens, victimes d'une maladie qui nécrose tous leurs tissus cellulaires, appelée le Phage. Ils jouent un rôle important comme ennemis récurrents de Voyager.

### Épisode 6:Le Nuage
- Titre original : The Cloud
- Numéro(s) : 6 (1–6) / Prod° :
- Scénariste(s) :
- Réalisateur(s) :
- Diffusion(s) : 
  -  États-Unis : 13 février 1995
  -  France :
- Date stellaire : 48546.2
- Invité(es)
- Résumé : Le Voyager se retrouve dans ce qui semble d’abord un nuage, mais est en fait une forme de vie particulière, qui active ses mécanismes de défense contre le vaisseau.

### Épisode 7:Par le chas d'une aiguille
- Titre original : Eye of the Needle
- Numéro(s) : 7 (1–7) / Prod° :
- Scénariste(s) :
- Réalisateur(s) :
- Diffusion(s) : 
  -  États-Unis : 20 février 1995
  -  France :
- Date stellaire : 48579.4
- Invité(es)
- Résumé : Un vortex offre un passage vers le Quadrant Alpha, mais il est trop petit pour transporter le Voyager et son équipage. Il met cependant en contact le vaisseau avec un vaisseau romulien dont il s’agit de convaincre le capitaine de transmettre des messages vers la Terre.

### Épisode 8:Une fois l'impossible exclu
- Titre original : Ex Post Facto
- Numéro(s) : 8 (1–8) / Prod° :
- Scénariste(s) :
- Réalisateur(s) :
- Diffusion(s) : 
  -  États-Unis : 27 février 1995
  -  France :
- Date stellaire :
- Invité(es)
- Résumé : Tom Paris est condamné pour meurtre sur une planète où la punition consiste à revivre régulièrement le crime par les yeux de la victime.

### Épisode 9:Émanations
- Titre original : Emanations
- Numéro(s) : 9 (1–9) / Prod° :
- Scénariste(s) :
- Réalisateur(s) :
- Diffusion(s) : 
  -  États-Unis : 13 mars 1995
  -  France :
- Date stellaire : 48623.5
- Invité(es)
- Résumé : Harry Kim se retrouve dans une sorte de cimetière sur une planète étrangère, alors qu’un habitant tout juste décédé de cette planète se retrouve sur le Voyager. L’épisode explore les croyances sur la vie et l’au-delà dans cette nouvelle société.

### Épisode 10:Directive première
- Titre original : Prime Factors
- Numéro(s) : 10 (1–10) / Prod° :
- Scénariste(s) :
- Réalisateur(s) :
- Diffusion(s) : 
  -  États-Unis : 20 mars 1995
  -  France :
- Date stellaire : 48642.5
- Invité(es)
- Résumé : Tuvok cherche à obtenir un échange satisfaisant avec une race possédant une technologie avancée susceptible d’aider le Voyager à regagner la Terre.

### Épisode 11:Félonie
- Titre original : State of Flux
- Numéro(s) : 11 (1–11) / Prod° :
- Scénariste(s) :
- Réalisateur(s) :
- Diffusion(s) : 
  -  États-Unis : 10 avril 1995
  -  France :
- Date stellaire : 48658.2
- Invité(es)
- Résumé : Une ancienne maîtresse de Chakotay, Seska, déçue par la cohabitation avec l’équipage de la Fédération, le trahit pour les Kazons.

### Épisode 12:Héros et Démons
- Titre original : Heroes and Demons
- Numéro(s) : 12 (1–12) / Prod° :
- Scénariste(s) :
- Réalisateur(s) :
- Diffusion(s) : 
  -  États-Unis : 24 avril 1995
  -  France :
- Date stellaire :
- Invité(es)
- Résumé : Un monde du holodeck basé sur le poème Beowulf fait disparaître Kim, puis Tuvok et Chakotai. Le docteur hologramme y est envoyé en mission. Il choisit le nom de Schweitzer pour l'occasion et rencontre la belle guerrière Freya.

### Épisode 13:Possession
- Titre original : Cathexis
- Numéro(s) : 13 (1–13) / Prod° :
- Scénariste(s) :
- Réalisateur(s) :
- Diffusion(s) : 
  -  États-Unis : 1er mai 1995
  -  France :
- Date stellaire :
- Invité(es)
- Résumé : Une race désincarnée s’empare de l’équipage du Voyager et Chakotay doit le sauver.

### Épisode 14:Visages
- Titre original : Faces
- Numéro(s) : 14 (1–14) / Prod° :
- Scénariste(s) :
- Réalisateur(s) :
- Diffusion(s) : 
  -  États-Unis : 8 mai 1995
  -  France :
- Date stellaire :
- Invité(es)
- Résumé : B’Elanna Torres est capturée par les Vidiiens qui espèrent que la race klingonne peut fournir un antidote à la maladie qui les ronge. B’Elanna est séparée en deux entités, l’une entièrement humaine, l’autre entièrement klingonne. C’est l’occasion pour elle de faire le point sur sa double origine.

### Épisode 15:Jetrel
- Titre original : Jetrel
- Numéro(s) : 15 (1–15) / Prod° :
- Scénariste(s) :
- Réalisateur(s) :
- Diffusion(s) : 
  -  États-Unis : 15 mai 1995
  -  France :
- Date stellaire :
- Invité(es)
- Résumé : Jetrel, le responsable de l’arme qui a détruit la planète de Neelix contacte le Voyager sous le prétexte de vérifier si Neelix ne souffre pas d’une maladie dérivée. L’épisode discute les questions de vengeance, de pardon, de tromperie.

### Épisode 16:Le Droit Chemin
- Titre original : Learning Curve
- Numéro(s) : 16 (1–16) / Prod° :
- Scénariste(s) :
- Réalisateur(s) :
- Diffusion(s) : 
  -  États-Unis : 22 mai 1995
  -  France :
- Date stellaire : 48846.5
- Invité(es)
- Résumé : Tuvok est chargé de rendre plus disciplinés certains anciens membres du Maquis.